# Fiskhandlare

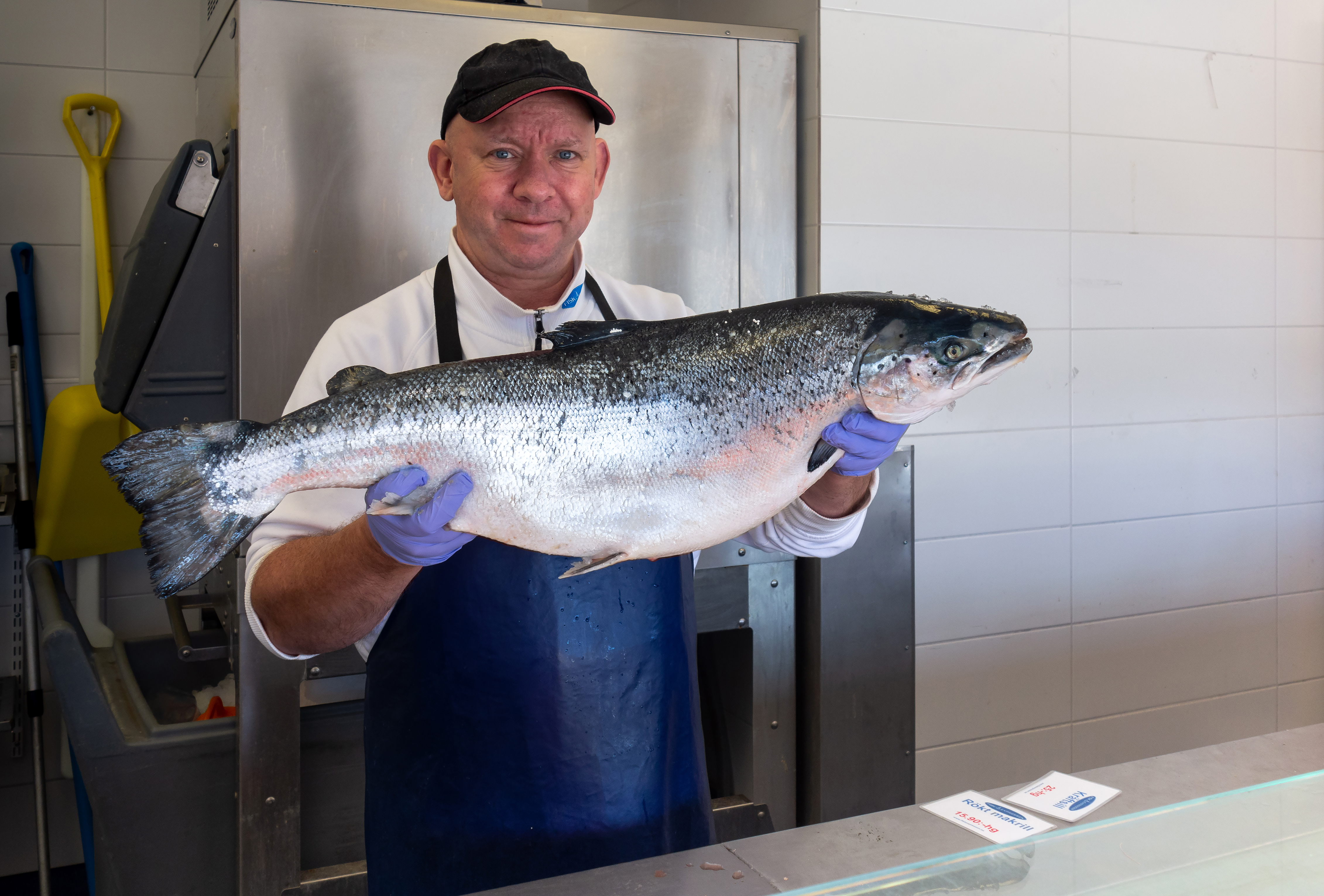
En fiskhandlare som håller i en lax.

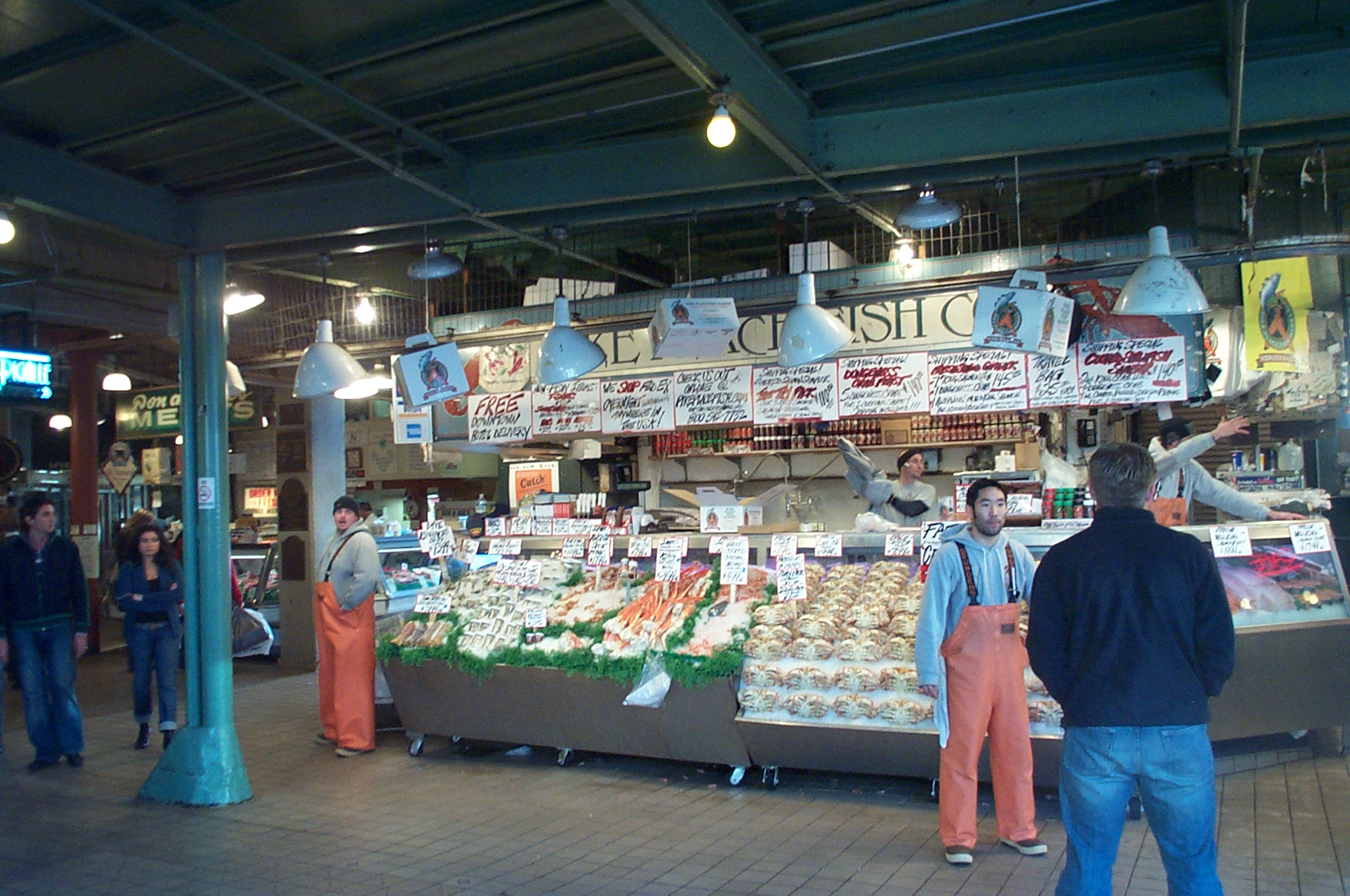
Fiskhandlare i Seattles Pike Place Market.

En fiskhandlare är någon som säljer fisk och skaldjur. Renodlade fiskhandlare är i många länder utkonkurrerade av varuhusens fiskdiskar.